# マイデル・ウンダ
マイデル・ウンダ・ゴンサーレス・デ・アウディカーナ（Maider Unda González de Audicana, 1977年7月2日 - ）は、スペイン・ビトリア出身の女子レスリング選手。リングを離れると羊牧場の経営者である。

## 経歴
2008年には中国の北京で開催された北京オリンピックに出場。72kg級ではベスト16でウクライナのOksana Vashchukに勝利したが、準々決勝ではブルガリアのスタンカ・ズラテバに敗れた。敗者復活戦ではカナダのOhenewa Akuffoに勝利したが、銅メダル決定戦でポーランドのアグニエシュカ・ヴィエスチェクに敗れた。
2012年にはイギリスのロンドンで開催されたロンドンオリンピックに出場し、72kg級で銅メダルを獲得した。ベスト16ではコロンビアのアナ・タリア・ベタンクールに勝利し、準々決勝ではモンゴルのOchirbatyn Burmaaに勝利。準決勝では前回大会と同じくスタンカ・ズラテバに敗れたが、銅メダル決定戦ではベラルーシのヴァシリサ・マルザリゥクに勝利した。

## 人物
ウンダはアラバ県北部のアラマイオに在住しており、バスク山脈の山麓にあるオラエタで羊牧場を経営してイディアサバルチーズを製造している。